# La Llum
La Llum és un barri de la ciutat de València, part del districte de l'Olivereta, a l'extrem occidental de la ciutat.
La població l'any 2008 fou de 5207, el 2013 eren 5099. El nom del barri prové de la promoció d'habitatges de renda limitada que es començà a construir en els anys 50. Al principi només aquella porció del barri es deia «Barri de la Llum» tot i que a poc a poc el nom va estendre's a la resta del barri amb la construcció d'altres edificis.

## Geografia

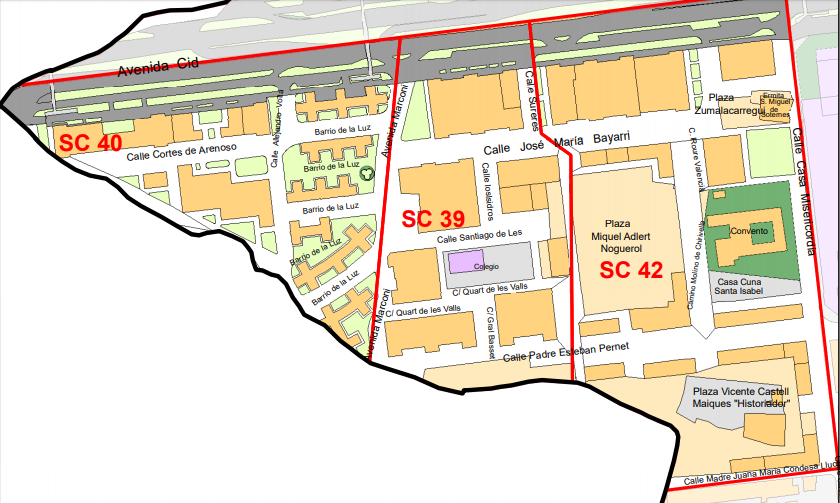
Mapa del barri

El Barri de la Llum forma part del districte número 7, l'Olivereta. El barri limita al nord amb el barri de Soternes per l'avinguda del Cid, a l'est amb el barri de la Fontsanta pel carrer de la casa de misericòrdia i l'hospital General Universitari de València, a l'oest i sud-oest limita amb el municipi de Xirivella.
El barri començà a desenvolupar-se amb la creació de la promoció d'habitatges de renda limitada Barrio de La Luz que ara es troba en la zona oest del barri. El barri té dues àrees ben diferenciades separades per l'avinguda Marconi, l'antiga, que es troba a la zona occidental i limita amb Xirivella pel carrer del pare Esteban Pernet i la zona nova que limita amb els barris de Soternes al nord i la Fontsanta a l'est i la qual té el carrer de Josep Maria Bayarri com a artèria principal.

## Història

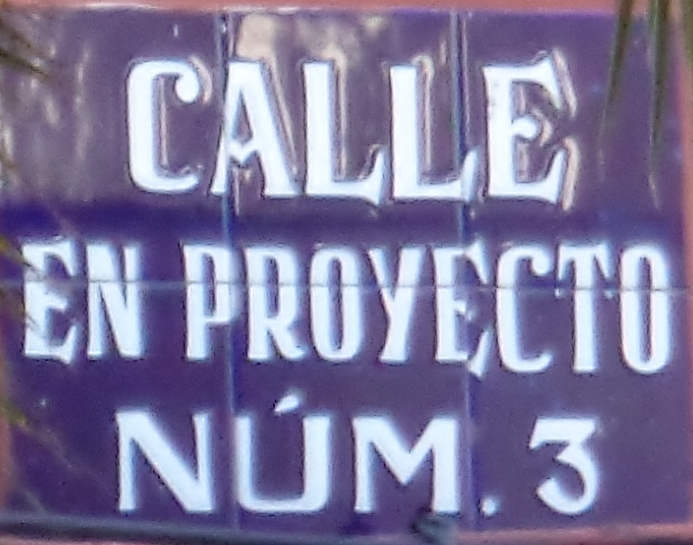
Plaques originals del barri

Abans dels anys seixanta del segle xx, el territori que hui en dia correspon a la Llum no disposava de cap planificació urbana sinó que estava completament dominat pels cultius i alqueries, que eren els únics llocs on hi havia població. En aquesta època trobem xicotets nuclis de població rural a les zones del Camí del molí de Xirivella, Senda de la Creu o Sant Miquel de Soternes. De les construccions d'aquella època encara es conserva l'Ermita de Sant Miquel de Soternes, que mostra com era el barri abans de l'expansió de la ciutat. També cal fer referència a l'edifici de la Casa de la Misericòrdia i la casa bressol Santa Isabel construïts al segle xvii i dècada de 1930 respectivament. A la darreria de la dècada dels anys cinquanta del segle xx el barri començà a canviar degut a la creació del grup d'habitatges de renda limitada l'any 1958, tot i que la seua construcció començà l'any 1953. En els anys 60 i 70 comença la construcció i proliferació de blocs sense cap tipus de planificació urbana degut a les polítiques d'urbanització del "desarrollismo". En la dècada de 1980 continua la construcció massiva i el barri adquirix l'aspecte actual, ja que és en aquesta època quan s'acaven d'urbanitzar les darreres parcel·les agràries fins a l'antic carrer de Sant Miquel de Soternes (actualment: carrer Casa de la Misericòrdia). En l'actualitat encara romanen xicotetes cases d'arquitectura rural d'una o dues plantes per la zona del camí del molí de Xirivella.

## Demografia
| Població | 2479 | 3040 | 3891 | 4344 | 5207 | 5141 | 5046 | 5050 |

## Servicis i instal·lacions públiques
- CEIP Rafael Altamira (Carrer Quart de les Valls)
- Centre municipal d'activitats per a persones majors La Llum (Plaça Miquel Adlert i Noguerol)
- Instal·lacions Esportives de la Fundació Esportiva Municipal a la plaça Miquel Adlert i Noguerol

## Transport
La Llum disposa de bons accessos gràcies a l'avinguda del Cid (pista de Madrid), i la V-30 o autovia de circumval·lació, que voreja el riu fins a la mar. El barri és servit per les línies 3, 20, 29, 71 i el nitbús N4 de l'EMT de València.

## Política
En les darreres eleccions municipals de València de 2019, la formació política més votada al barri de la Llum va ser Compromís per València, encapçalada per l'alcalde Joan Ribó.
| Candidatura | Candidatura            | Cap de llista            | Vots | Regidors | % vots |
| ----------- | ---------------------- | ------------------------ | ---- | -------- | ------ |
|             | Compromís per València | Joan Ribó                | 714  |          | 27,5   |
|             | PSPV-PSOE              | Sandra Gómez López       | 598  |          | 23,1   |
|             | PP                     | María José Català Verdet | 474  |          | 18,3   |
|             | Ciudadanos             | Fernando Giner           | 459  |          | 17,7   |
|             | Vox                    | José Gosálbez Payá       | 162  |          | 6,2    |
|             | Altres                 |                          | 187  |          | 7,2    |
| Total       | Total                  | 2594                     | 2594 |          |        |

A continuació es mostra una llista dels candidats a l'alcaldia més votats en el barri en cada convocatòria d'eleccions.
| Any  | Alcalde                    | Partit | Partit    |
| 1979 | Ferran Martínez Castellano |        | PSPV-PSOE |
| 1983 | Ricard Pérez Casado        |        | PSPV-PSOE |
| 1987 | Ricard Pérez Casado        |        | PSPV-PSOE |
| 1991 | Clementina Ródenas         |        | PSPV-PSOE |
| 1995 | Rita Barberà               |        | PP        |
| 1999 | Rita Barberà               |        | PP        |
| 2003 | Rita Barberà               |        | PP        |
| 2007 | Rita Barberà               |        | PP        |
| 2011 | Rita Barberà               |        | PP        |
| 2015 | Joan Ribó                  |        | Compromís |
| 2019 | Joan Ribó                  |        | Compromís |

## Patrimoni
- Ermita de l'Arcàngel Sant Miquel de Soternes: es troba a l'antiga plaça de Zumalacarregi, actualment anomenada plaça de les Tretze Roses. Construïda per ordre de Joanot Martorell al segle xv en estil gòtic i reformada al segle xix ocultant el seu aspecte original. Al costat es troba la casa de l'encarregat de prendre cura del temple. En l'actualitat es troba tancada i sense culte. Ha estat declarada bé d'interès local per l'Ajuntament de València.[7]